# Soziale Maschine

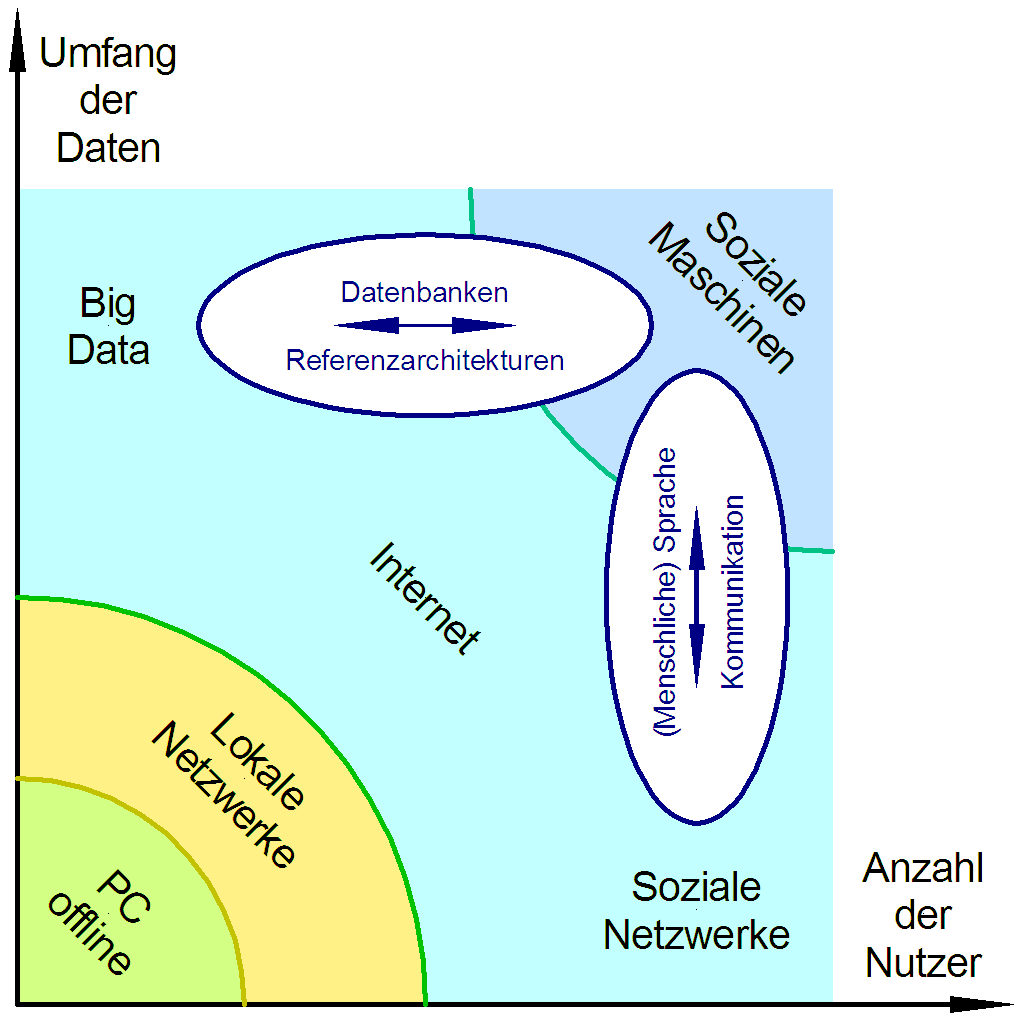
Grafische Darstellung von Sozialen Maschinen im Internet, die über Referenzarchitekturen Zugriff auf großen Datenmengen in Datenbanken (Big Data) haben und über die menschliche Sprache mit vielen Nutzern in Sozialen Netzwerken kommunizieren.

Soziale Maschinen (engl. Social Machines) sind das Ergebnis eines Verbunds aus Menschen und Maschinen, welche Informationen oder Handlungen erzeugen, die ohne eine der beiden nicht möglich wären. Der Begriff geht auf Tim Berners-Lees Buch „Weaving the Web“ zurück:

“Real life is and must be full of all kinds of social constraint—the very processes from which society arises. Computers can help if we use them to create abstract social machines on the Web: processes in which people do the creative work and the machine does the administration.”

„Das wahre Leben ist durch soziale Faktoren begrenzt und muss es auch sein – dieselben Prozesse aus denen Gesellschaft entsteht. Computer können dabei helfen, falls wir sie dazu verwenden abstrakte soziale Maschinen im Internet zu erschaffen: Prozesse an welchen Menschen kreativ teilhaben, während die Maschine die Verwaltung übernimmt.“

## Anwendungsfälle
Durch Human Computation (menschenbasierte Informationsverarbeitung) können Probleme gelöst werden, die bisher nicht durch Künstliche Intelligenz zu bewerkstelligen wären. Crowdsourcing bezeichnet dabei die Beschaffung von problemlösenden Teilnehmern. Citizen Science nutzt über soziale Medien, z. B. Daten über Umweltbeobachtungen wie Tier- oder Pflanzenaufkommen. Die Sozialen Maschinen können dabei als Gestaltungsmethode für Sozio-technische Systeme gelten, bei denen der kommunikative Mehrwert der Teilnehmer im Vordergrund steht. Hendler (2016) sieht dabei die Rolle von KI-Systemen, besonders von kognitiven Computersystemen (Cognitive Computing), als wichtigen Faktor an, während Shadbolt u. a. (2019) dies nicht tut.